# Massachusetts Mutual Life Insurance Company
La Massachusetts Mutual Life Insurance Company (MassMutual), fondée en 1851, est une mutuelle américaine d'assurance-vie. Son siège social est à Springfield, dans le Massachusetts, l'entreprise emploie plus de 7 000 personnes aux États-Unis, plus de 10 000 à l'échelle internationale et cinq millions de clients.
MassMutual s'est classée au 93e rang dans la liste Fortune 500 en 2018 des plus grandes sociétés des États-Unis en termes de revenus totaux. La société a des revenus de 29,6 milliards de dollars et des actifs de 675 milliards de dollars (en 2016),.

## Histoire
La Massachusetts Mutual Life Insurance Company a commencé ses opérations le 15 mai 1851 à Springfield, Massachusetts. Elle a été fondée par George W. Rice (en), qui a souscrit un capital de 100 000 $,. En tant qu'agent d'assurance ayant vendu des polices pour Connecticut Mutual Life Insurance Company à Hartford, Connecticut, Rice voulait ouvrir sa propre entreprise dans le Massachusetts voisin. Comme la Connecticut Mutual, cette nouvelle entreprise est devenue une société d'assurance mutuelle.
La popularité des sociétés mutuelles dans le secteur de l'assurance avait considérablement augmenté entre 1843 et la création de MassMutual. Une douzaine de sociétés mutuelles concurrentes, dont la Mutual Life Insurance Company de New York (1842), la Mutual Life Insurance Company (en) du New Jersey (1845) et le Connecticut Mutual Life Insurance (1846), ont connu un succès prometteur, car les fonds de roulement nécessaires au fonctionnement étaient minimes.
Cependant, le chemin de MassMutual a suivi un cours différent lorsqu'une loi de l'État du Massachusetts de 1851 a exigé que toutes les compagnies d'assurance prennent une souscription initiale de 100 000 $. Rice a satisfait à cette exigence en recrutant 31 investisseurs pour acheter des actions de son entreprise afin de respecter la souscription obligatoire. Après que la société a commencé ses opérations et acquis des réserves suffisantes pour répondre aux exigences réglementaires, les 31 actionnaires ont été remboursés en 1867, et MassMutual a fonctionné comme une société mutuelle.